# Pietro Baldassare
Pour les articles homonymes, voir Baldassare.
Pietro Baldassare ou Baldassari est un compositeur baroque italien, peut-être né à Rome ou Brescia vers 1683, et décédé après 1768.

## Biographie
De 1714 à 1768 environ, Baldassari fut maestro di cappella de San Filippo Neri à Brescia. Il eut également cette position à San Clemente, à Brescia, jusqu'en 1754.
Il est décédé après 1768.

## Œuvre
Peu de ses œuvres nous sont parvenues, parmi lesquelles on conserve :
- Componimento per musica, Il giudizio di Paride
- Sonata No. 1 en fa pour cornet à bouquin, cordes et basso continuo